# Азбука-Аттікус
Видавнича група «Азбука-Аттікус» (рос. Издательская группа «Азбука-Аттикус») — одна з найбільших видавничих груп в Росії. За оцінкою «Російської книжкової палати» в 2017 році група зайняла 4-е місце за кількістю випущених найменувань книг. У 2011 році виручка досягла майже $45 млн. Основні напрямки — російська і зарубіжна класика, сучасна вітчизняна і перекладна художня література, дитяча література, ілюстровані словники і довідники в галузі історії та мистецтва.
Заснована в червні 2008 року після об'єднання видавництва «Азбука» з видавничою групою «Аттікус-Паблішинг» російського підприємця Олександра Мамута, що включала видавництва «Іноземка», «Колібрі» та «Махаон». Крім А. Мамута співвласниками стали Максим Крютченко (засновник видавництва «Азбука»), Аркадій Вітрук (генеральний директор «Абетки-Аттікуса» до 2012 року), Сергій Пархоменко (колишній директор «Іноземки») та його дружина Варвара Горностаєва (колишній головний редактор «Іноземки»). З моменту заснування і до кінця 2008 року головним редактором групи був Сергій Пархоменко, головним редактором «Іноземки» та «Колібрі» була Варвара Горностаєва. З 2008 року головним редактором був Олексій Гордін, з 2012 року — Олександр Жикаренцев.
У 2011 році французька компанія Lagardere (власник бренда Hachette) придбала 25% акцій групи плюс одна акція з можливістю викупити контрольний пакет до осені 2014 року. У те ж пору у 2011—2012 роках Олександр Мамут викупив долі всіх міноритарних акціонерів і по стану на початок 2013 його доля у компанії становила 75% мінус одна акція.
В склад групи на даний момент входять видавництва «Азбука», «Іноземка» (рос. «Иностранка»), «Колібрі» (рос. «КоЛибри») та «Махаон».
Обсяг випуску за останні роки за даними «Російської книжної палати»:
| Рік  | К-кість назв. книг та брошюр       | Спільний тираж, тис. екз.                  |
| ---- | ---------------------------------- | ------------------------------------------ |
| 2016 | 2887                               | 16 432.5                                   |
| 2015 | 2274                               | 15 849.9                                   |
| 2014 | 2231                               | 16 964.8                                   |
| 2013 | 1744                               | 13 259.8                                   |
| 2012 | 1852                               | 15 244.3                                   |
| 2011 | 1496                               | 11 216.5                                   |
| 2010 | 1480 (860 — Аттікус, 621 — Азбука) | 14 913,2 (9875.2 — Аттікус, 5038 — Азбука) |

## Санкції України супроти російських підприємств (2014 - донині)
Після введення санкцій «Азбуці-Аттікус» вдалося не тільки зберегти бізнес, але і успішно розвиватися в Україні: продажі виросли до 10% у загальній виручці.